# Владимир Маковски
Вижте пояснителната страница за други личности с името Маковски.
Владимир Егорович Маковски (на руски: Владимир Егорович Маковский) е руски художник. Брат на художниците Александра, Николай и Константин Маковски.

## Биография
Роден е на 7 февруари (26 януари стар стил) 1846 в Москва. Баща му, Егор Маковски, е един от основателите на Московското училище за живопис, скулптура и архитектура. Владимир Маковски учи там от 1861 до 1866 при Сергей Зарянко, а по-късно става преподавател. От 1894 до 1918 преподава в Санкт Петербург.

## За него
- Друженкова Г. А. Владимир Маковский. Москва: Изд-во Академии художеств СССР, 1962, 136 с.
- Журавлёва Е. В. Владимир Маковский. Москва: Искусство, 1971, 160 с.